# Схиархімандрит Іоанн
Схиархімандрит Іоанн (в миру Іван Сергійович Маслов; 6 січня 1932, с. Потапівка, Глухівський район, Сумська область, УРСР — 29 липня 1991, Сергієв Посад, Московська область, РРФСР) — священнослужитель Російської православної церкви, схиархімандрит, один з останніх глинських старців, духовний письменник.

## Родина
Народився І.Маслов 6 січня 1932 року в селі Потапівка, Глухівського району, тодішньої Чернігівської, а нині Сумської області на Україні, в селянській родині.
Хрещений був ще немовлям 9 січня 1932 року в селі Сопич в храмі в ім'я святителя Миколая Мирлікійського і названий Іваном.
Його батьки, Сергій Феодотович і Ольга Савеліївна Маслови працювали в місцевому колгоспі. Батько був бригадиром.
В родині народилось дев'ятеро дітей, але четверо померли в дитинстві. Дві сестри старшими за Івана, одна було ще два молодших брата.
Один із братів діда Івана - Феодота Олександровича Маслова - Григорій Олександрович - з 1893 року трудився в Глинської пустині, як ієромонах Гавриїл. Після закриття Глинської пустині в 1922 році отець Гавриїл жив у рідному селі Потапівка. 
Батько Сергій Феодотович не повернувся з фронту Другої світової війни, тож Іван, як найстарший хлопець в родині, з 1941 року був фактично главою сім'ї. 
Після закінчення війни, коли Івану було вже 12 років, він почав працювати в колгоспі. Пас корів, орав, сіяв, косив, збирав плуги, навчився робити вози. У школу ходив за 6 кілометрів у село Сопич. Завдяки природній обдарованості, Іван навчався дуже добре. Вчителі завжди його хвалили.
У 1951 році Івана призвали в армію. Служити йому подобалась і він навіть спочатку хотів бути військовим: «Я не думав бути монахом, хотів бути військовим, та ось Бог привів». Він розповідав, що і в армії не приховував своєї віри. Над ліжком повісив ікону, і ніхто його не лаяв, навпаки, всі поважали. Іван дуже влучно стріляв. Якщо були змагання зі стрільби, то він завжди перемагав.
При виконанні військового обов'язку Іван жорстоко застудився і з тих пір до самої смерті ніс тягар невиліковної та небезпечної хвороби серця. Через хворобу Іван в 1952 році був звільнений з армії і повернувся додому.

## Глинська пустинь
Після повернення з армії І.Маслов ще з одним хлопцем поїхав молитися до Глинської пустині, яка тоді перебувала в розквіті. Коли вони тільки увійшли в монастир, матуся Марфа (в народі її звали Марфуша), прозорлива черниця, дала Івану бублик, а його супутнику нічого не дала, що стало своєрідним пророцтвом: той не залишився потім в Глинської пустині, а Іван пов'язав з нею свою життя.
Після цього Іван ще кілька разів їздив на велосипеді до Глинської пустині.
Бажаючи цілком присвятити своє життя Богу, в 1954 році він назавжди залишив будинок і кинувся до святої обителі. Його мати згодом розповідала: «Я не хотіла його відпускати. Опора-то яка він мені був. Я за ним кілька кілометрів бігла, все кричала: «Вернись!».
Спочатку Іван кілька місяців ніс в монастирі загальний послух. Потім йому дали підрясник і в 1955 році зарахували в обитель по указу.
Згодом, коли старця запитували, чому він пішов у монастир, він відповідав: «Це Бог закликає. Чи не від людини залежить, тягне така сила, що ні удержишся, - вона і вабила мене. Велика сила». І ще казав: «Я в монастир пішов не просто. Мені було особливе покликання Боже». Такими були відхід від миру і початок чернечого шляху схіархімандрита Іоанна.
В обителі служили такі великі старці, як схиархімандрит Андроник (Лукаш), схиархімандрит Серафим (Амелін), схиархімандрит Серафим (Романцов). Саме з ними відразу духовно зблизився молодий подвижник.
8 жовтня 1957 року, напередодні святкування кончини святого апостола і євангеліста Іоанна Богослова, після дворічного перебування в монастирі, молодий послушник був пострижений в чернецтво з ім'ям Іоанн на честь святого апостола і євангеліста Іоанна Богослова. Випадок для Глинської пустині, де стригли тільки після багатьох років проби, незвичайний.
У послужному списку отця Іоанна тих років сказано: «Чернець Іоанн Маслов відрізняється винятковою смиренням і лагідністю; незважаючи на свою хворобливість, він добрий виконувач в послухах». Так все життя він ставив на перше місце смиренність, завжди в усьому звинувачував і картав себе.

## Московський період
В 1961 році після закриття Глинської пустині, отець Іоанн з благословення старця Андроніка прибув до Московської духовної семінарії.
4 квітня 1962 року він був висвячений в Патріаршому Богоявленському соборі в сан ієродиякона, а 31 березня 1963 року — в сан ієромонах а.
Після закінчення семінарії він продовжив навчання в Московській духовній академії.
І ще під час навчання в академії отця Іоанна було довірено духовне окормлення викладачів і учнів семінарії та академії. Саме тут в повній мірі розкрилися здібності і пастирські обдарування отця Іоанна, який з перших днів проявив себе як досвідчений духівник.
Отець Іван мав дар безперестанної Ісусової молитви. І перш ніж дати відповідь на те чи інше питання прочанина, о. Іоанн «звертався до Бога», і тільки потім відповідав.
У 1960-х роках отець Іоанн і отець Марк Лозинський з благословення отця Костянтина Ружицького займалися розшифровкою і редагуванням рукописи спогадів ченця Нектарія Іванчева — учня протоієрея Павла Савабе.
В 1969 році отець Іоанн закінчив Московську духовну академію зі ступенем кандидата богослов'я, присвоєним йому за твір «Оптинский старец иеросхимонах Амвросій (Гренков) и его епістолярна спадщина [Архівовано 23 грудня 2016 у Wayback Machine.]».
Після закінчення академії він був залишений професорським стипендіатом в Московських духовних школах, де викладав «Пастирське богослів'я» і «Практичний посібник для пастирів».
З 1974 року він почав також викладати «Літургіку» в семінарії. Отець Іван викладав настільки цікаво і натхненно, що до нього на лекції приходили студенти з інших курсів.
З 1974 року в різних виданнях він опублікував понад сотні робіт.
11 березня 1983 року І.Маслов захистив магістерську дисертацію: «Святитель Тихон Задонський і його вчення про спасіння», отримавши звання магістра богослов'я.
Патріарх Пимен підтримав пастирські і наукові праці отця Іоанна, нагородивши його Патріаршим  наперсним хрестом.

## Білоруський період
З 1985 по 1991 роки, до своєї кончини, він був духівником Свято-Успенського Жировицького монастиря в Білорусі.

## Смерть
Отець Іоанн переніс 5 операцій. В одному з листів він писав: «Часті хвороби майже постійно приковують мене до ліжка». Незважаючи на хворобу, він не втрачав бадьорості духу і говорив: «Головне — дух бадьорий тримати».
У червні 1990 року він приїхав у відпустку в Сергієв Посад, а в серпні, перед черговим від'їздом до Білорусі, хвороба остаточно прикувала його до ліжка. Проте, в 1991 році отець Іоанн закінчив докторську дисертацію: «Глинська пустинь. Історія обителі і її духовно-просвітницька діяльність в XVI—XX століттях». Тоді ж їм був закінчений «Глинський Патерик», що включає 140 життєписів Глинських подвижників.
Помер 29 липня 1991 року в Сергієвому Посаді. Відспівування, яке очолив його духовний син архімандрит Елевферій (Діденко) — намісник Києво-Печерської Лаври, відбулося в Свято-Троїцької Сергієвої Лаври.
Похований на Старому кладовищі Сергієва Посада.